# ادکون
ادکون (انگلیسی: Edcon) شرکت پوشاک در آفریقای جنوبی است، که در سال ۱۹۲۹ تأسیس شد.